# IC 342
IC 342 је спирална галаксија у сазвјежђу Жирафа која се налази на листи објеката дубоког неба у Индекс каталогу.
Деклинација објекта је + 68° 5' 44" а ректасцензија 3h 46m 48,4s. Привидна величина (магнитуда) објекта IC 342 износи 8,4 а фотографска магнитуда 9,1. Налази се на удаљености од 3,350 милиона парсека од Сунца. IC 342 је још познат и под ознакама UGC 2847, MCG 11-5-3, CGCG 305-2, IRAS 03419+6756, PGC 13826.